# David Verser
David Verser (Kansas City, 1º marzo 1958) è un ex giocatore di football americano statunitense che ha militato nel ruolo di wide receiver nella National Football League (NFL).

## Carriera
Al college Verser giocò a football all'Università del Kansas. Fu scelto come decimo assoluto nel Draft NFL 1981 dai Cincinnati Bengals. In quattro stagioni da ricevitore di riserva con la squadra ebbe 23 ricezioni. Nella sua prima stagione ebbe 6 ricezioni per 161 yard e segnò 2 touchdown, oltre a 29 ritorni per 691 yard. Nella finale della AFC di quell'anno, conosciuta come Freezer Bowl, ritornò un kickoff per 40 yard, dopo il quale i Bengals segnarono un touchdown. Scese in campo nel Super Bowl XVI, dove la sua squadra fu battuta dai San Francisco 49ers, 26-21 ed ebbe una prestazione negativa, ritornando 5 kickoff per sole 52 yard. Celebre fu anche un suo blocco mancato che contribuì a fare fallire a Cincinnati una conversione di quarto down quando mancava una yard alla end zone dei 49ers.
Tra le stagioni 1982 e 1984, Verser fu ricevitore di riserva e kick returner per i Bengals. Dopo il Draft NFL 1985 fu scambiato con i Green Bay Packers ma in seguito firmò con i Tampa Bay Buccaneers, per i quali giocò una partita ritornando quattro calci nel 1985. Dopo essere rimasto fuori dai campi di football nel 1986, l'anno seguente disputò due partite per i Cleveland Browns, con una corsa per 9 yard.

## Palmarès
- American Football Conference Championship: 1

Cincinnati Bengals: 1981